# ベンジャミン・ギネス

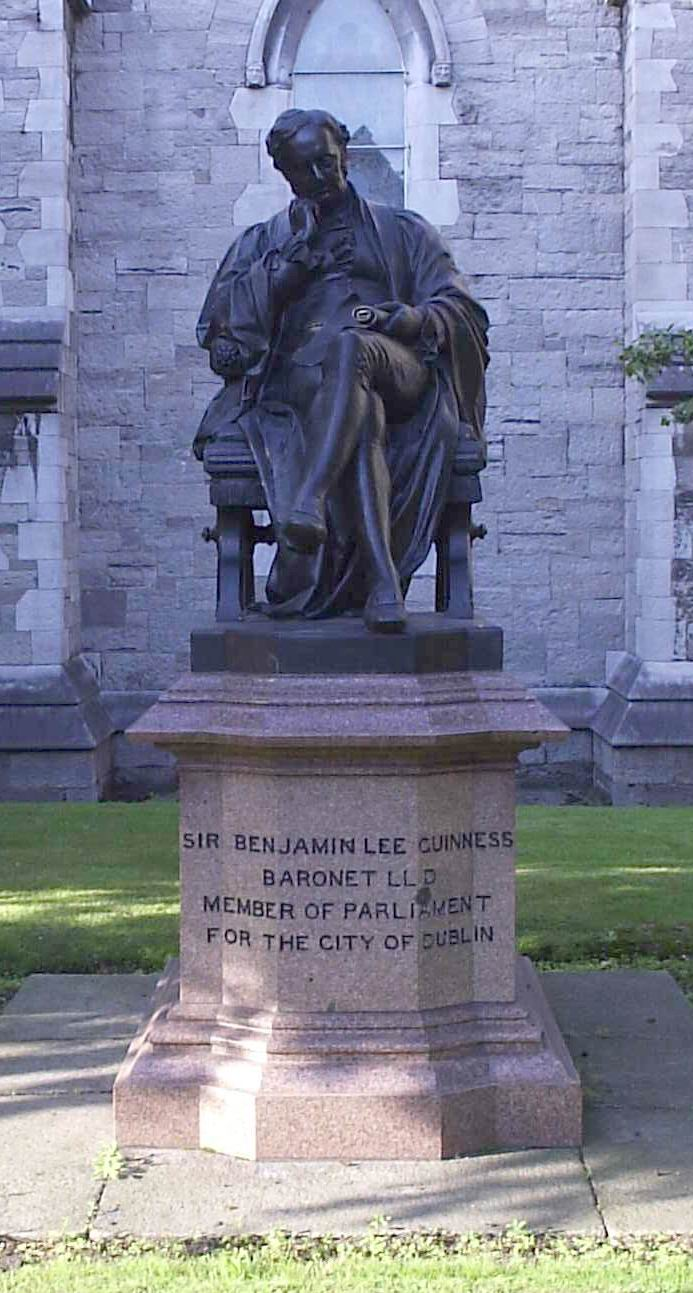
ダブリンの聖パトリック大聖堂の土地にあるベンジャミン・ギネスの像

初代準男爵サー・ベンジャミン・リー・ギネス（Sir Benjamin Lee Guinness, 1st Baronet、1798年11月1日 - 1868年5月19日）は、アイルランドの醸造家であり慈善家であった人物。

## 醸造家
アーサー・ギネス (Arthur Guinness) の3番目の息子、そして父と同じ名前を持ちギネスの創業者であるアーサー・ギネス（1725年 - 1803年）の孫としてダブリンで生まれた。彼は若いころから父の仕事に加わり、1839年には一人で仕切るようになった。1855年に父が亡くなるまでにはギネスはアイルランドで最も裕福な人物となった。これは輸出が拡大し続けていたことと、彼が常に醸造所を大きくし続けていたことの賜物であった。

## ダブリンの政治家
1851年、改革された市政府の元で、ギネスは最初のダブリン市長 (Lord Mayor of Dublin) に選ばれ、また1863年にはダブリンのトリニティーカレッジより名誉法学博士 (LL.D.) 号を授与された。1867年4月15日には特許権により準男爵となり、加えて同年5月18日には王許によって準男爵となった。彼は家族の手に入る支援者たちの補助金を持っていた。
1865年にギネスはダブリン市の保守党の代議士として連合王国庶民院議員となり、死ぬまでこの議席を確保していた。なお、同時代の保守党のリーダーはダービー伯エドワード・スミス＝スタンリーである。

## 慈善家
1860年から1865年のまで間、ギネスは自身の出資で聖パトリック大聖堂の修復を行い、この事業には当時の金額で15万ポンド以上がかかった。1865年には建物が首席司祭と聖堂参事会に返還され、2月24日には教会としての仕事が再開された。1865年12月31日、ダブリンの市民や聖パトリックの首席司祭と聖堂参事会は、ギネスが都市のために行ったことへの感謝を表すために謝辞を送った。その謝辞は2つであり、後にパリ万国博覧会で展示された。ジョン・ヘンリー・フォーリー (John Henry Foley) による像は1875年に大聖堂の南側に立てられた。
その寛大さを認められて、ギネスは1867年に準男爵となった。彼は教会委員会 (Ecclesiastical Commissioners) ダブリン代表の一人であり、シンプソン病院の理事であり、さらにダブリン博覧宮殿の副会長であった。彼は爵位を得た翌年にロンドン、パークレーンの自宅で亡くなった。彼は死亡した時点で、聖パトリック大聖堂に隣接する大主教マーシュ公立図書館の修復に携わっていたが、これは息子のアーサーによって完了している。ギネスは、1855年に買い込んだゴールウェイ県アッシュフォード城 (Ashford Castle) を中心として、多くの個人資産を用いて入念に古い遺跡を存続させることによるアイルランド考古学に実際の関心があったと明かしている。

## 家族
ギネスは1837年2月24日に従姉妹であるエリザベス・ギネスと結婚した。エリザベスはダブリンのエドワード・ギネスの3番目の娘で、彼女との間に以下の3男1女を儲けた。
- 第1子(長女)アン・リー・ギネス (Anne Lee Guinness, 1839-1889) 第4代プランケット男爵ウィリアム・プランケット（英語版）と結婚
- 第2子(長男)アーサー・エドワード・ギネス（英語版） (Arthur Edward Guinness, 1840-1915) 第2代準男爵位を継承。初代アーディローン男爵に叙される。政治家
- 第3子(次男)ベンジャミン・リー・ギネス (Benjamin Lee Guinness, 1842-1900) 陸軍軍人
- 第4子(三男)エドワード・セシル・ギネス (Edward Cecil Guinness, 1847-1927) 初代アイヴァー伯爵に叙せられる。事業を継承

一家はダブリン県北部のボーモントハウスに住んでいた。1855年にはアッシュフォード城を、1856年には現在ではアイヴァー・ハウス (Iveagh House) と呼ばれるセント・スティーヴンス・グリーン (St Stephen's Green) 80番地の家を購入し、ともに再建した。1860年代にアッシュフォード城はウィリアム・ワイルド (William Wilde) のコリブ湖に関する本で描写されている。
ギネスの事業は長男アーサーと三男エドワードが共同で継承したが、父の選挙区から庶民院議員となったアーサーは政治に専念したがっていたため、1876年にエドワードがアーサーの権利を買い取り、以降はエドワードの単独事業となった。次男ベンジャミン（1842年 - 1900年）はイングランドに移り住み、近衛騎兵連隊 (Royal Horse Guards) の一員として働いた。娘のアン（1839年 - 1889年）は1863年に第4代プランケット男爵ウィリアム・プランケットと結婚した。
ギネスはジェローム山共同墓地 (Mount Jerome Cemetery) の一族の墓に5月27日に埋葬された。1868年8月8日に、彼の動産は110万ポンド以下であると断定された。フォーリーによる彼のブロンズ像は1875年9月に大聖堂の南側に立てられ、2006年に修復された。

## 注
1. ↑  参考ではあるが、聖パトリック大聖堂の少し後に行われたクライストチャーチ大聖堂の修復には23万ポンドがかかっており、そちらでは2006年のユーロ換算では2600万ユーロとなっている。
2. ↑  Lundy, Darryl. “Sir Benjamin Lee Guinness, 1st Bt.” (英語). thepeerage.com. 2016年9月11日閲覧。
3. ↑  Wilde on Ashford
4. ↑  マンスフィールド 2012, p. 150-151.